# Richard Scrob
Richard Scrob (fl. 1052-1066) est un soldat et propriétaire terrien d'origine française actif en Angleterre sous le règne d'Édouard le Confesseur et au début de celui de Guillaume le Conquérant.
Il est parfois appelé à tort Richard fitz Scrob à la suite d'une erreur commise par le chroniqueur Jean de Worcester.

## Biographie

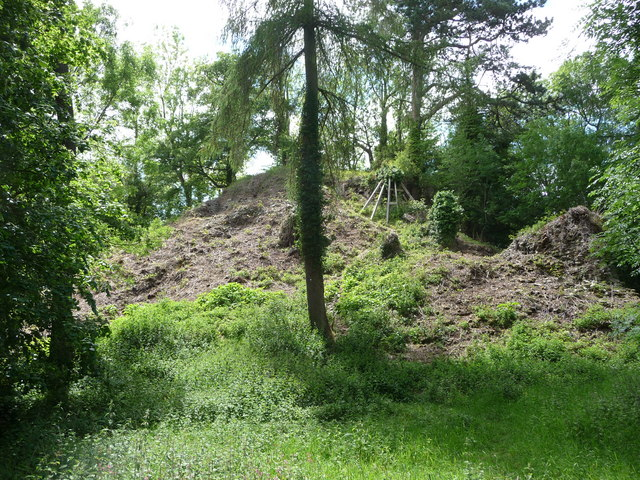
Les ruines du château de Richard's Castle.

Richard Scrob est peut-être originaire de Normandie. Il se rend en  Angleterre vers le début du règne d'Édouard le Confesseur, qui monte sur le trône en 1042. Celui-ci le nomme parmi ses housecarls et lui offre des terres dans les comtés du Herefordshire, du Shropshire et du Worcestershire, près de la frontière galloise. Il y fait édifier le château de Richard's Castle, nommé d'après lui, qui est l'une des toutes premières mottes castrales d'Angleterre.
Richard joue un rôle important dans l'administration de la région et pourrait avoir exercé la charge de shérif du Worcestershire. Après la conquête normande de l'Angleterre, en 1066, il se montre fidèle à Guillaume le Conquérant et s'oppose aux rebelles menés par Eadric Cild. Il meurt à une date inconnue, mais avant 1086, car ses domaines sont détenus par son fils Osbern (en) à cette date d'après le Domesday Book.

## Mariage et descendance
Richard Scrob épouse la fille d'un certain « Robert le Diacre » qu'il fait peut-être identifier à Robert FitzWimarc. Ils ont deux fils : Osbern (en) et Guillaume.